# انچی، واین
انچی، واین (به فرانسوی: Anché, Vienne) یک کمون در فرانسه است که در Canton of Couhé واقع شده‌است.

## خصوصیات
انچی ۱۶٫۲۳ کیلومترمربع مساحت و ۳۰۳ نفر جمعیت دارد.